# Risque financier systémique
Pour les articles homonymes, voir Systémique (homonymie).
Le risque financier systémique désigne, en finance et en macroéconomie, un risque ou une menace qui pèse sur l'intégralité d'une activité ou d'un marché financier. Ce risque, parce qu'il est systémique, ne peut faire l'objet d'une diversification et menace par conséquent non seulement des sous-ensembles du système (entreprises, ménages, etc.), mais l'intégralité des agents. 
Un risque financier est dit « systémique » s'il existe une probabilité non négligeable de dysfonctionnement majeur, voire d'effondrement de tout le système financier, sur une vaste zone géographique, voire à échelle planétaire, via des engagements croisés, des effets-dominos, puis des faillites en chaîne. 
Le risque systémique est en principe au moins partiellement lié à une caractéristique endogène du système considéré. Il s’oppose au risque non-systémique, qui décrit ne concernera qu'un ou quelques éléments du système. C'est l'un des indicateurs importants de la prospective et de la gouvernance économiques et financières.

## Facteurs
Les facteurs de risques systémiques sont nombreux et probablement encore incomplètement compris et cernés. Par exemple, dans le domaine de la banque, des études antérieures et des modèles montrent que parmi les principaux co-facteurs de risque figurent,,, : 
- le caractère public ou privé de la banque (les premières résistent a priori mieux aux chocs grâce à leurs garanties implicites[6],[7],[8] ;
- la taille de la banque (en matière de capital, de nombre de clients, de nombre de pays où elle est présente, etc.) ;
- l'effet de levier (ratio prêt/actif élevé) ;
- la volatilité ;
- son degré d'interdépendance (notion de connectivité) ;
- son niveau de prise de risque ;
- et bien d'autres caractéristiques, y compris liées à la culture et à la confiance (deux paramètres bien étudiés[9],[10], mais qui restent difficiles à modéliser).

## Indicateurs
Compte tenu de l'importance croissante du risque systémique dans le contexte de la mondialisation, et des retour d'expériences des crises passées, il est devenu primordial de le mesurer. Des outils de mesures (économétrie) ont été proposés, basés sur l’intuition qu'une institution financière représente un risque systémique si elle est sous-capitalisée lorsque le système financier dans son ensemble devient sous-capitalisé. C’est dans ce sens que Brownlees et Engle établissent en 2010 un modèle à un facteur nommé SRISK destiné à mesurer le risque systémique aux États-Unis. 

## Econométrie et mesure du risque financier systémique

### SRISK
Le SRISK est un indicateur de risque financier systémique, pouvant être interprété comme le montant de capital devant être injecté dans une entreprise financière pour y rétablir le capital minimal permettant sa survie. 
Il présente trois caractéristiques : 
- il est exprimé en termes monétaires, et donc facile à interpréter ;
- il permet d'agréger le risque pour plusieurs entreprises, par simple addition, afin de construire des indicateurs par industrie et même des agrégats spécifiques à chaque pays (permettant cependant mal d'apprécier les effets synergiques) ;
- il utilise des variables déjà considérées en soi comme des mesures du risque : la taille de l'entreprise financière, l'« effet de levier » (ratio entre les actifs et la capitalisation boursière) et une mesure de la façon dont le rendement de l'entreprise évolue avec le marché (une sorte de coefficient bêta qui varie dans le temps mais avec un accent sur la queue de la distribution).

Parce que ces trois dimensions interviennent simultanément dans la mesure du SRISK, cet indicateur est supposé plus équilibré que si l'on avait utilisé, seules, l'une ou l'autre des trois variables de risque.
Son défaut est cependant d'avoir été conçu pour analyser le marché américain. 

Une adaptation en a donc été publiée en 2012 (par Engle, Jondeau et Rockinger) pour le marché financier européen, plus hétérogène que le marché américain en 2012, tenant compte de divers facteurs, ainsi que de paramètres variables à travers temps.
L’un des facteurs concerne les variations mondiales des marchés financiers ; un autre concerne les variations des marchés européens. Cette seconde version permet de calculer un facteur spécifique à chaque pays. La structure de causalité choisie implique que le facteur mondial affecte le facteur européen. Ensuite le facteur européen affecte le facteur spécifique au pays. Une firme peut alors être affectée par le facteur mondial, le facteur européen et celui spécifique au pays.
Le risque étant mesuré en termes monétaires, les agrégats industriels peuvent être comparés avec le produit intérieur brut.
Le SRISK est calculé automatiquement de manière hebdomadaire et mis à la disposition de la communauté. 
Pour le modèle américain, le SRISK (et d'autres mesures de risque systémique) peuvent être trouvées dans le cadre du Volatility Lab de NYU Stern School et pour le modèle européen dans le cadre du CRML - Center of Risk Management Lausanne.

## Effets synergiques
Ils sont possibles et craints quand plusieurs crises se conjuguent. 
On cherche à les anticiper par des modèles généraux, mais aussi par des études en temps de crises. Ainsi, une étude internationale a observé 1 584 banques cotées de 64 pays durant les deux premières années de la pandémie de COVID-19 pour évaluer l'effet de la pandémie sur le risque systémique bancaire. Elle conclut que partout « la pandémie a augmenté le risque systémique » via « les réponses politiques gouvernementales et les canaux de risque de défaut des banques (...) l'effet négatif sur la stabilité systémique est plus prononcé pour les grandes banques à fort effet de levier, plus risquées, à ratio prêt/actif élevé, sous-capitalisées et à faible centralité de réseau. Cependant, cet effet est modéré par la réglementation bancaire formelle (par exemple, l'assurance-dépôts), la structure de propriété (par exemple, propriété étrangère et gouvernementale) et les institutions informelles (par exemple, la culture et la confiance) ».

## Dans le secteur bancaire
Les banques sont à la fois sources et victimes de risque systémique, bien qu'elles soient supposées détenir assez de capital pour absorber le risque de crédit, le risque de marché et les risques opérationnels. 
Depuis la fin du XXe siècle, le risque global semble aggravé par une vitesse croissante des transactions, et l'opacité des systèmes spéculatifs, offshores notamment, le secrets des affaires et la complexité croissante de la FinTech limite le travail des régulateurs. 
En effet, à la suite du développement récent des marchés de produits dérivés, les banques ont eu de plus en plus tendance à spéculer et à grouper et vendre leurs « risques de crédit » (titrisation). Comme l'a montré l'Histoire, le contexte de la compétition, de la concurrence et de la course à la rentabilité de court terme peut les conduire à prendre des risques très excessif, avec des conséquences systémiques graves parfois,. Ce risque augmente quand les banques sont « plus opaques (du point de vue informationnel) et financées par une plus grande part de sources non-assurées et dans les pays à moindre couverture d'assurance-dépôts ».
De grandes banques ont parfois sciemment parié contre leurs propres clients en les ruinant par millions (comme dans le cas de la crise des subprimes en 2007-2008 avec le système baptisé The Big Short (« le grand court-circuit ») à Wall Street : Donald Mullen alors cadre supérieur dans la banque d'investissement Goldman Sachs a décidé — avec quelques collègues, et à l'insu des investisseurs de cette banque — de miser sur l'effondrement des marchés en pariant contre les hypothèques titrisées, dans le cadre du marché des titres adossés à des créances hypothécaires, marché que Mullen connaissait bien puisqu'il en était le responsable dans sa banque. Mullen a alors fait fortune, tout en faisant gagner beaucoup d'argent à sa banque, pendant que leurs concurrentes s'effondraient en série ou survivaient grâce à des aides massives de la part d'États et de banques centrales.
Les banques estimées les plus à risque sont parfois dénommées Banque systémique. En 2021, le Conseil de stabilité financière en comptait 30 dont treize sont européennes, dix américaines et sept asiatiques.

## Dans les FinTechs (technologies financières)
Selon une étude récente (2021) ayant comparé le risque extrême et le risque systémique pour les 20 premières entreprises de la FinTech et les vingt premières sociétés financières du marché (en matière de capitalisation boursière), ces risques sont devenus encore plus élevés au sein des technologies financières qu'a sein des sociétés financières « classiques ». Les auteurs de l'étude appellent donc les « régulateurs financiers nationaux et mondiaux » à mieux réguler et contrôler les sociétés de la FinTech car elles sont devenues plus à risque que les sociétés de financement (« bien qu'a priori moins susceptibles d'être en détresse en cas de choc du système » et donc moins suivies pour ce risque et moins régulées).

## Risque systémique, difficilement assurable
Dans le domaine actuariel, et par définition, il impossible d'obtenir une protection financière totale contre le risque systémique, notamment car il n'existe aucune contrepartie désireuse d'accepter de couvrir ce risque ni même capable de le faire. Les assureurs sont eux-mêmes de plus en plus connectés au monde de la Finance et des FinTechs et donc soumis au risque systémique.
Ainsi, le secteur des assurances refuse de délivrer des assurances protégeant les entités (états, entreprises, individus, infrastructures et habitations) contre le risque d'une guerre nucléaire car dans ce cas ni les assureurs ni leurs réassureurs ne pourrait faire face financièrement.
Une difficulté pour les assureurs et les banques est de correctement évaluer le risque, ce qui est particulièrement difficile dans le cas du risque systémique. Il est très difficile de se procurer des données fiables sur le risque systémique. Si une banque se déclare au bord de la faillite ou vend tous ses actifs, la chute du prix des actifs peut introduire des problèmes de liquidité chez les autres banques, conduisant à des faillites en chaine et à un mouvement de panique général.

## Pas de diversification possible
Un risque peut généralement être géré en le diversifiant de quatre manières principales : en l'évitant, en le réduisant, en le retenant et/ou en le transférant.
Mais par définition le risque systémique ne peut être réduit en le diversifiant (il est parfois appelé « risque non diversifiable »). Certains acteurs des marchés financiers (tels que les hedge funds, ou fonds spéculatifs) utilisés pour la diversification peuvent eux-mêmes contribuer à créer ou aggraver du risque systémique, et transférer ce risque vers eux peut, paradoxalement, augmenter le risque systémique.
Une certaine régulation des marchés financiers vise à réduire le risque systémique, grâce notamment au rôle des banques centrales (prêteur de dernier ressort) utile quand le risque se matérialise en crise. 
La régulation uniformise aussi les pratiques, celui selon certains, peut aussi fortement accroître le risque systémique[réf. souhaitée]

## Limitation du risque
Au niveau des banques, elle s'appuie sur une certaine régulation bancaire internationale, et des stress tests. Néanmoins, dans les années 2000, Hoque et al. (2015) ont montré que des réglementations bancaires inappropriées ou mal appliquée ont contribué au risque bancaire lors la crise du crédit et la crise de la dette souveraine, via notamment des assurances-dépôts (élément majeur du filet de sécurité du système financier) insuffisantes. 
Anginer et al. (2012) ont montré que « l'aléa moral » tend à dominer l'assurance-dépôts quand tout va bien, alors que la « stabilisation » prend le dessus en contexte de turbulences financières. Selon Hoque et al. (2015) l'assurance-dépôts n'a pas correctement joué son rôle lors la crise de la dette souveraine.
Des équipes d'économistes comme celles de Beck et al. en 2013, Anginer et al. en 2014 ou Silva-Buston en 2019 ont montré que, de plus, le jeu de la concurrence débridée exacerbe la vulnérabilité des banques face au risque bancaire. 
L'expansion des banques dans des domaines qui n'étaient pas les leurs, et hors de leur pays d'origine a été l'un des moyens de diversifier les risques ; et selon Faia et al. (2019) il semble que dans un pays, les banques étrangères contribuent effectivement moins au risque systémique que les banques nationales ; elles peuvent ainsi également atténuer un choc quand ce dernier est national ou quand les réponses politiques varient selon les pays et régions. 

## Influence de la culture nationale et de la confiance sociétale sur le risque bancaire
Cette influence a été beaucoup étudié dans les années 2010,,,,.
Les grandes dimensions culturelles nationales, telles que définies par Geert Hofstede qui ont servi à définir de tels attributs culturels ont une certaine valeur prédictive vis-à-vis de la prise de risque : l'individualisme et la masculinité, associés aux valeurs de compétitivité, de succès matériel et de réalisations de soi sont positivement corrélés avec la prise de risque bancaire et même à la faillite bancaire,,,). Inversement, les cultures de précaution et d'aversion pour l'incertitude vis-à-vis de situations incertaines, inconnues ou non structurées, diminuent la prise de risque bancaire,. En outre, selon Kanagaretnam (2018), dans les pays où la confiance est élevée, des directeurs de banque sont plus susceptibles de comportement pro-sociaux, réduisant alors la propension de la banque au risque opportuniste. 
De ce seul point de vue, les pays les plus à risques (les plus individualistes) étaient vers 2010 : États-Unis, Australie, Royaume-Uni, Canada, Pays-Bas, Nouvelle-Zélande, Italie, Belgique, Danemark, Suède et France.

## Crises ayant comporté un risque financier systémique important
Depuis 1973, les crises ayant comporté un risque important pour la pérennité du système financier ont été nombreuses.
- La crise pétrolière de 1973 a entraîné une forte inflation, répercutée sur toute l'économie ;

- En 1974, la faillite de la banque allemande Herstatt, a rappelé l'importance du risque systémique pour la finance ;

- La crise pétrolière de 1979 provoque un nouveau renchérissement des prix du pétrole alors que la production dépendait de plus en plus du pétrole ;

- En 1982, la crise de la dette bancaire des pays en voie de développement secoue le système bancaire international ;

- En 1987, le krach du marché des taux d'intérêt est suivi de celui des actions ;

- La crise économique mexicaine de 1994 fait suite à des années de gabegie de la manne pétrolière dans ce pays ;

- La Crise bancaire japonaise de 1997, à l'origine de « la décennie perdue » ;

- La Russie connaît la crise financière russe de 1998, en partie liée au pétrole. La fuite vers la qualité qui a suivi provoque la quasi-faillite du hedge fund Long Term Capital Management ;

- En 2001, les attentats du 11 septembre 2001, en partie parce qu'ils ont lieu au cœur du système financier américain, secoue aussi l'économie mondiale ;

- En 2007, une bulle immobilière crée aux États-Unis la crise des subprimes, qui fait naitre une défiance sur les marchés, et plus pratiquement, une crise de liquidité qui s'étend au monde entier. C'est l'une des sources de la Crise financière mondiale de 2007-2008 ;

- En 2010, la crise de la dette publique grecque secoue l'ensemble de la zone euro ;

- En 2021, la Banque centrale européenne nomme le changement climatique comme source majeure de risque systémique pour l'économie[30].